# Lemgow
Lemgow är en kommun i Landkreis Lüchow-Dannenberg i förbundslandet Niedersachsen i Tyskland. Kommunen bildades 1 juli 1972 genom en sammanslagning av de tidigare kommunerna Bockleben, Großwitzeetze, Kriwitz, Predöhl, Prezier, Puttball, Schletau, Schmarsau, Schweskau, Simander, Trabuhn och Volzendorf.
Kommunen ingår i kommunalförbundet Samtgemeinde Lüchow (Wendland) tillsammans med ytterligare 11 kommuner.